# Geophagus grammepareius
Geophagus grammepareius är en fiskart som beskrevs av Kullander och Donald C.Taphorn 1992. Geophagus grammepareius ingår i släktet Geophagus och familjen Cichlidae. Inga underarter finns listade i Catalogue of Life.